# McLaren MP4-25
El McLaren MP4-25 es el monoplaza con el cual compite en la temporada 2010 de Fórmula 1 el equipo McLaren. Es pilotado por Jenson Button y Lewis Hamilton.

## Presentación
El MP4-25 fue presentado en las instalaciones de Vodafone en Newbury (Reino Unido), el 29 de enero de 2010. Al igual que el F10 de Ferrari, la parte trasera del monoplaza se ocultó con recelo para evitar que alguien pueda copiarles su idea. 

El MP4-25 empezó el campeonato un poco por detrás de sus principales rivales, el Ferrari F10 y especialmente el Red Bull RB6, pero a medida que pasaban las carreras el monoplaza iba mejorando y alcanzó dos dobletes consecutivos a media temporada (Turquía y Canadá), mostrando su mejor versión. Sin embargo, a partir de Hockenheim parece entrar en una fase de estancamiento, volviendo a estar por detrás de sus rivales e incluso mostrando algunos problemas de fiabilidad.

## Resultados
(Clave) (negrita indica pole position) (cursiva indica vuelta rápida)
| Año  | Motor                   | Neu. | N.º | Pilotos        | 1   | 2   | 3   | 4   | 5   | 6   | 7   | 8   | 9   | 10  | 11  | 12  | 13  | 14  | 15  | 16  | 17  | 18  | 19  | Puntos | Pos. |
| ---- | ----------------------- | ---- | --- | -------------- | --- | --- | --- | --- | --- | --- | --- | --- | --- | --- | --- | --- | --- | --- | --- | --- | --- | --- | --- | ------ | ---- |
| 2010 | Mercedes FO 108X 2.4 V8 | B    |     |                | BHR | AUS | MYS | CHN | ESP | MON | TUR | CAN | EUR | GBR | GER | HUN | BEL | ITA | SIN | JPN | RCO | BRA | ABU | 454    | 2º   |
| 2010 | Mercedes FO 108X 2.4 V8 | B    | 1   | Jenson Button  | 7   | 1   | 8   | 1   | 5   | Ret | 2   | 2   | 3   | 4   | 5   | 8   | Ret | 2   | 4   | 4   | 12  | 5   | 3   | 454    | 2º   |
| 2010 | Mercedes FO 108X 2.4 V8 | B    | 2   | Lewis Hamilton | 3   | 6   | 6   | 2   | 14† | 5   | 1   | 1   | 2   | 2   | 4   | Ret | 1   | Ret | Ret | 5   | 2   | 4   | 2   | 454    | 2º   |

- ≠ El piloto no acabó el Gran Premio, pero se clasificó al completar el 90% de la distancia total.